# هاینتس گونتارت
هاینتس گونتارت (آلمانی: Heinz Günthardt؛ زاده ۸ فوریهٔ ۱۹۵۹) یک تنیس‌باز اهل سوئیس است.